# Landschaftsschutzgebiet Rinteln-Hamelner Weserbergland mit Vlothoer Weserdurchbruch und Rintelner Talweitung sowie Lipper Bergland mit Krankenhagener Kuppen, Heidelbecker Höhen, Hohenhauser und Taller Bergland

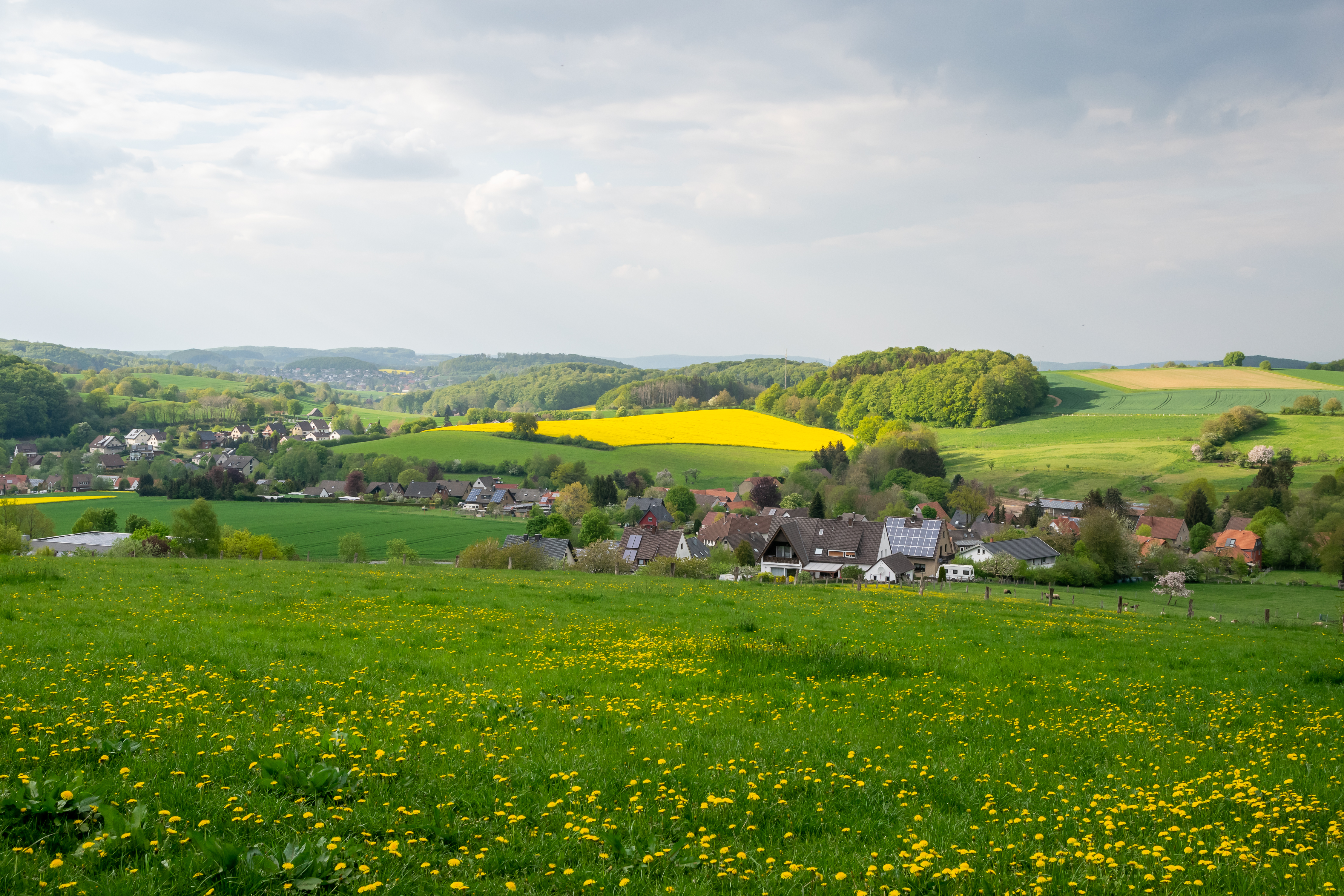
Landschaftsschutzgebiet bei Kalletal-Bavenhausen

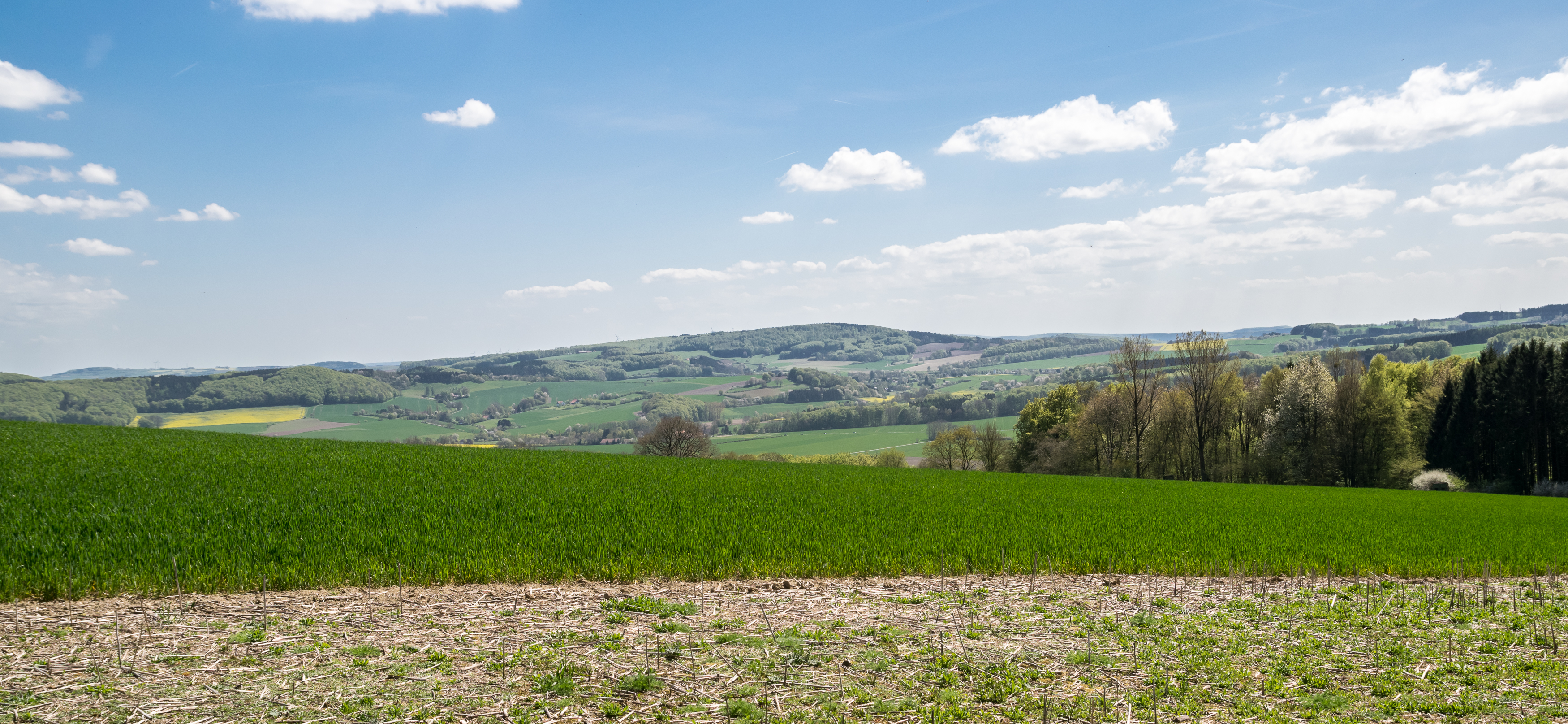
Blick vom Rafelder Berg

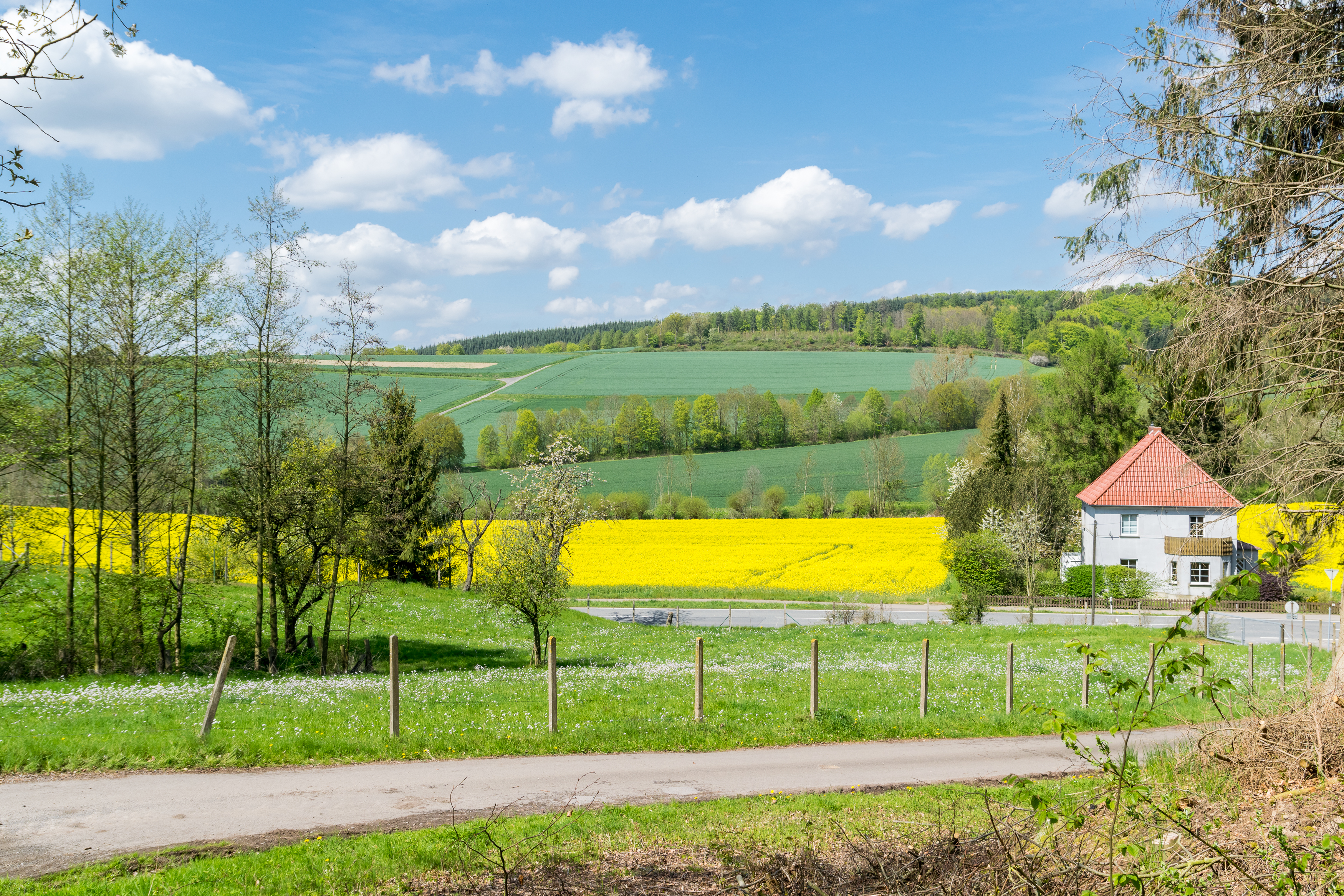
LSG bei Kalldorf

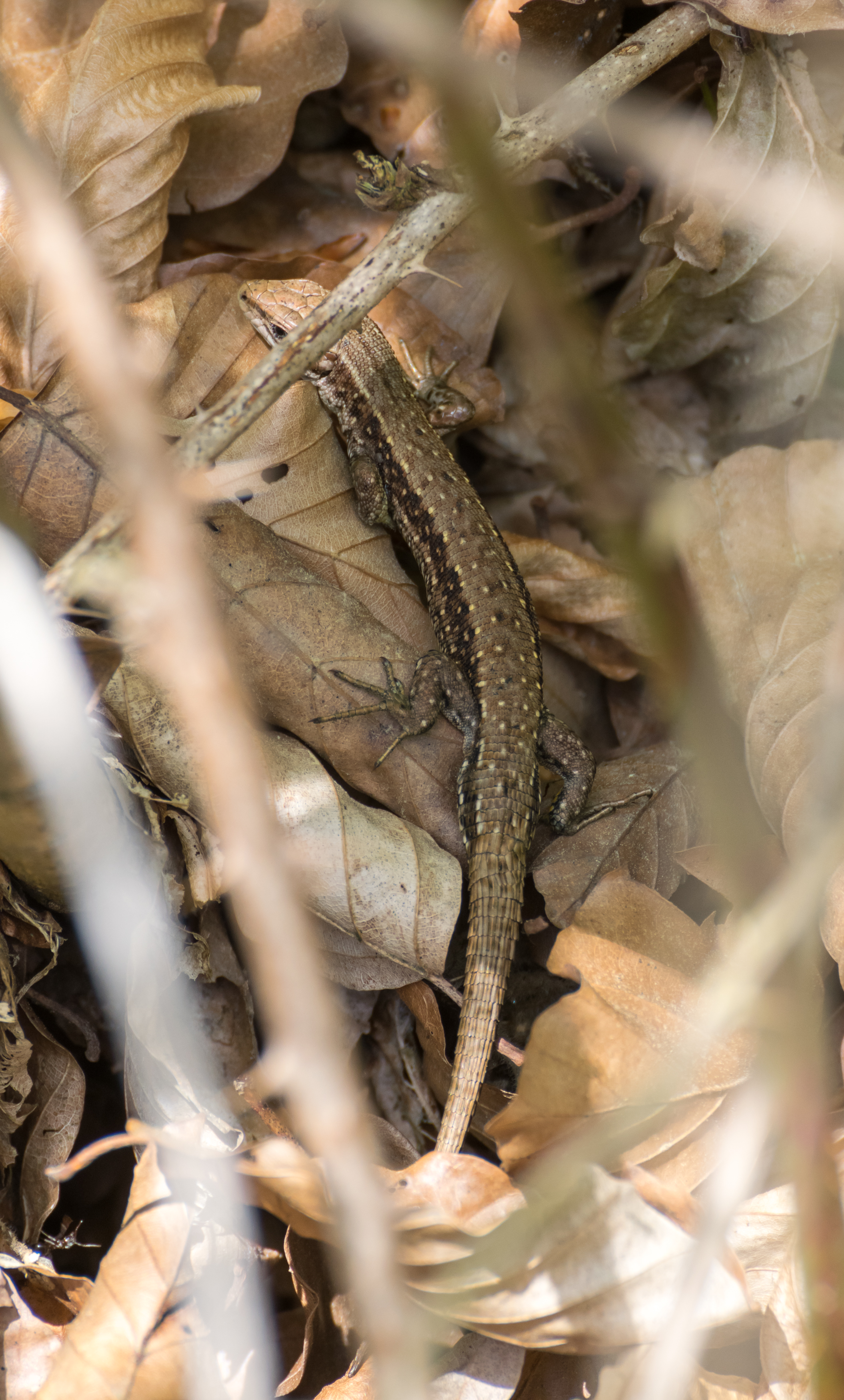
Weibliche Zauneidechse im LSG

Das Landschaftsschutzgebiet Rinteln-Hamelner Weserbergland mit Vlothoer Weserdurchbruch und Rintelner Talweitung sowie Lipper Bergland mit Krankenhagener Kuppen, Heidelbecker Höhen, Hohenhauser und Taller Bergland mit etwa 8.198 ha Flächengröße liegt im Gemeindegebiet von Kalletal. Es wurde 1995 mit dem Landschaftsplan Nr. 4 Kalletal durch den Kreistag des Kreises Lippe erstmals als Landschaftsschutzgebiet (LSG) ausgewiesen. 2004 erfolgte die erneute Ausweisung durch den Kreistag mit dem geänderten Landschaftsplan.

## Beschreibung
Das LSG umfasst die Bereiche der Stadt Barntrup und Dörentrup außerhalb von bebauten Gebieten und anderen Schutzgebieten. Im Schutzgebiet liegen hauptsächlich Wälder, Äcker und Grünland. Auch einzelne Gewässer liegen im LSG. Das LSG geht vielfach bis an die Gemeindegrenze.

## Schutzzwecke für das LSG
Laut Landschaftsplan erfolgte die Ausweisung des LSG
- „zur Erhaltung und Wiederherstellung der Leistungsfähigkeit des Naturhaushaltes mit seinen vielfältigen Funktionen Wasserschutz, Klimaschutz, Bodenschutz, Biotop- und Artenschutz,“
- „zur Erhaltung der Nutzungsfähigkeit der Naturgüter,“
- „zur Erhaltung und Entwicklung des für den Planungsraum typischen Landschaftsbildes mit seinen prägenden Tälern, naturnahen Waldbeständen, geomorphologischen Ausprägungen und gliedernden und belebenden Elementen,“
- „zur Erhaltung und Sicherung der besonderen Bedeutung des Planungsraumes für die Erholung.“[1]